# 2024년 11월 죽음
다음은 2024년 11월에 사망한 저명한 인물 목록이다.
- 11월 1일
  - 일본의 문학자 니시오 간지
  - 대한민국의 기업인 이임택
- 11월 2일
  - 미국의 영화배우 앨런 레이친스
  - 대한민국의 법조인 서상홍
  - 대한민국의 시인 이일향
  - 대한민국의 기업인 장수홍
  - 미국의 영화배우 조나단 하즈
- 11월 3일
  - 대한민국의 정치인 김호진
  - 미국의 음악가 퀸시 존스
- 11월 4일
  - 미국의 밴드 밥 브라이어
  - 스웨덴의 모델 키키 호칸손
- 11월 5일 - 뉴질랜드의 육상선수 머리스 체임벌린
- 11월 6일
  - 일본의 성우 키타 미치에
  - 미국의 영화배우 토니 토드
- 11월 8일
  - 대한민국의 고고학자 이난영
  - 영국의 영화배우 준 스펜서
- 11월 9일
  - 인도의 음악가 란 나라얀
  - 일본의 외교관 아오키 모리히사
  - 대한민국의 법조인 이시윤
  - 대한민국의 법조인 최영광
- 11월 10일
  - 미국의 육상선수 댈러스 롱
  - 대만의 평론가 장유화
- 11월 12일
  - 일본의 스모선수 기타노후지 가쓰아키
  - 중화인민공화국의 군인 량광례
  - 덴마크의 영화배우 벤트 메이딩
  - 대한민국의 배우 송재림
  - 미국의 식물생물학자 조안 코리
  - 미국의 컴퓨터과학자 토마스 E. 커츠
- 11월 14일
  - 영국의 작곡가 피터 신필드
  - 일본의 영화배우 히노 쇼헤이
- 11월 15일 - 일본의 황족 다카히토 친왕비 유리코
- 11월 17일
  - 대한민국의 독립운동가 오희옥
  - 대한민국의 정치인 최재욱
- 11월 18일
  - 미국의 농구선수 밥 러브
  - 영국의 영화배우 콜린 피터슨
- 11월 19일
  - 아르헨티나의 가수 그라시엘라 수사나
  - 미국의 신학자 토니 캠폴로
- 11월 20일
  - 영국의 제7대 부총리 존 프레스콧
  - 독일의 언론인 우르줄라 하페르베크
- 11월 21일 - 헝가리의 피겨스케이팅선수 케케시 안드레아
- 11월 24일
  - 미국의 영화배우 헬렌 갤러거
  - 잉글랜드의 교육인 앤드루 콜린 렌프루
  - 캐나다의 중국학자 예자잉
- 11월 25일
  - 미국의 영화배우 얼 홀리먼
  - 대한민국의 정치인 이영권
  - 영국의 슈퍼센티네리언 존 티니스우드
- 11월 27일
  - 일본의 국제정지학자 이노구치 다카시
  - 노르웨이의 인류학자 토마스 휠란 에릭센
- 11월 28일 - 멕시코의 영화배우 실비아 피날
- 11월 29일
  - 대한민국의 배우 박민재
  - 대만의 정치인 젠자오둥